# Herbert Nitsch
Herbert Nitsch (* 20. April 1970 in Wien) ist ein österreichischer Apnoetaucher, der zu den erfolgreichsten Freitauchern der Welt gezählt wird. Während seiner Karriere stellte er 32 Weltrekorde in allen acht international anerkannten Apnoedisziplinen auf. 2012 verunfallte er bei einem Rekordversuch schwer.
Der ehemalige Berufspilot ist der erste Mensch, der ausschließlich mit eigener Kraft (Tieftauchen mit konstantem Gewicht) über 100 Meter tief tauchte und der die 200-Meter-Tiefenmarke mit 214 Metern offiziell durchbrach (Apnoedisziplin No Limit).

## Leben

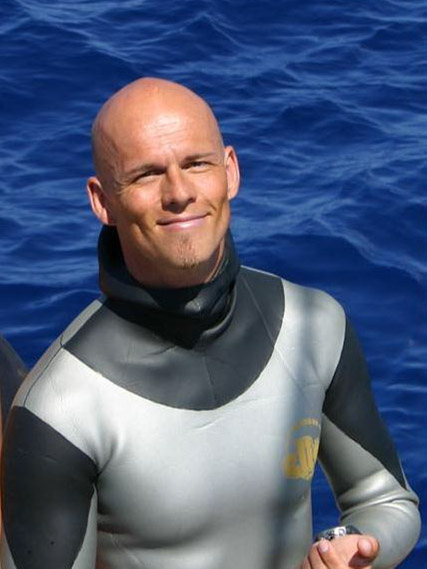
Herbert Nitsch, 2012

Ende der 1990er Jahre fand Nitsch mit 29 Jahren zufällig zum Freitauchen, als seine Tauchausrüstung bei der Anreise zu einer Tauchsafari verloren ging. In der Folge ging er schnorcheln statt Gerätetauchen zu betreiben und entdeckte dabei das Apnoetauchen für sich.
Nitsch war 15 Jahre lang Flugkapitän bei Austrian Airlines.
Am 6. Juni 2012 hatte Nitsch bei dem Versuch, vor der griechischen Insel Santorin seinen eigenen Weltrekord von 214 Metern Tiefe (No Limits) zu überbieten, einen Tauchunfall. Beim Auftauchvorgang aus 253 Metern Tiefe war er aufgrund eines Tiefenrauschs in etwa 80 Metern Tiefe eingeschlafen und in 24 Meter Tiefe wieder aufgewacht und wurde von den Sicherungstauchern ohne den geplanten Dekompressionsstopp schnell an die Wasseroberfläche gebracht. Nitsch musste notärztlich versorgt und in eine Klinik nach Athen geflogen werden, wo er in einer Dekompressionskammer stabilisiert wurde. Er erlitt eine schwere Dekompressionskrankheit (DCS-Typ 2) und mehrere Schlaganfälle. Nitsch lag im Koma; anschließend verbrachte er mehrere Monate in Rehabilitationskliniken und saß im Rollstuhl. Ein Jahr nach dem Unfall war die rechte Körperhälfte weiterhin beeinträchtigt und die Sprache gestört (Aphasie). Die Zeit nach dem Unfall und sein mühsamer Genesungsweg wurden verfilmt (Zurück aus der Tiefe, 2013). Seit 2014 taucht er wieder.
Im Dezember 2013 trat Nitsch dem Beratergremium der Sea Shepherd Conservation Society bei, dem Ocean Advocacy Advisory Board (‚Beirat für Meeresinteressen‘).
Am 27. August 2019 wurde ein Asteroid nach ihm benannt: (295471) Herbertnitsch.

## Weltrekorde
Nitsch stellte zwischen 2001 und 2010 insgesamt 32 vom Weltverband AIDA International anerkannte Weltrekorde auf. Sein im Jahr 2007 mit 214 Metern Tiefe in der Disziplin No Limit aufgestellter Weltrekord wurde bislang nicht gebrochen.
Der 33. Weltrekord, den er 2012 am Tage seines Unfalls mit dem Erreichen von 253,2 Metern Tiefe in der Disziplin No Limit aufstellte, ist ein Guinness World Record.
| Disziplin                                                                               | Rekordtiefe/-strecke/-zeit | Datum                   | Ort              | Bemerkungen               |
| --------------------------------------------------------------------------------------- | -------------------------- | ----------------------- | ---------------- | ------------------------- |
| Streckentauchen ohne Flossen (Dynamic Without Fins, DNF)                                | 134 m                      | 24. Nov. 2001           | Wiesbaden        | 6. Weltrekord von Nitsch  |
| Streckentauchen mit Flossen (Dynamic With Fins, DYN)                                    | 183 m                      | 11. Nov. 2002           | Berlin           | 9. Weltrekord von Nitsch  |
| Zeittauchen (Static Apnea, STA)                                                         | 9:04 min                   | 12. Dez. 2006           | Hurghada         | 18. Weltrekord von Nitsch |
| Tieftauchen mit variablem Gewicht und beliebigen Hilfsmitteln (No Limit, NLT)           | 214 m                      | 14. Juni 2007 (aktuell) | Spetses          | 20. Weltrekord von Nitsch |
| Tieftauchen mit konstantem Gewicht ohne Flossen (Constant Weight Without Fins, CNF)     | 083 m                      | 19. Okt. 2007           | Dahab            | 21. Weltrekord von Nitsch |
| Tieftauchen mit variablem Gewicht (Variable Weight, VWT)                                | 142 m                      | 7. Dez. 2009            | Dean’s Blue Hole | 27. Weltrekord von Nitsch |
| Tieftauchen mit konstantem Gewicht (Constant Weight, CWT)                               | 124 m                      | 22. Apr. 2010           | Dean’s Blue Hole | 31. Weltrekord von Nitsch |
| Tieftauchen mit konstantem Gewicht unter Zuhilfenahme eines Seils (Free Immersion, FIM) | 120 m                      | 25. Apr. 2010           | Dean’s Blue Hole | 32. Weltrekord von Nitsch |

## Dokumentationen
- Herbert Nitsch: Zurück aus der Tiefe. Dokumentarfilm, Österreich 2013, 53 Min., Buch: Christian May, Produktion: Red Bull Media House, mediavilm, Mario Hann Filmproduktion, ServusTV, Erstausstrahlung: 6. Juni 2013 bei ServusTV, 2014 auf DVD und Blu-ray veröffentlicht (Maritim Pictures).[19][20]